# ボビー・キンボール
ボビー・キンボール（Bobby Kimball、本名：Robert Troy Kimball、1947年3月29日 - ）は、アメリカ合衆国の歌手。ロックバンド「TOTO」の初代ボーカリスト。

## 経歴

### 若年期
ルイジアナ州ヴィントンの音楽一家に出生。ヴィントンには産科の病院がなかったため、隣町のテキサス州オレンジで生まれた。幼少時から歌い始め、ボーカルに加えてピアノも弾くようになって青春を過ごした。1970年代を通して地元ルイジアナ州ニューオーリンズの様々なバンドのボーカリストを務めた。その中には、のちにLe RouxとなるThe Levee Bandが含まれていた。1976年、S.S.フールズに加入した。このバンドではリードボーカリストの他にキーボードも務めた。同年、S.S.フールズはバンド名と同名のアルバムをリリースしたが、最初のツアー中に解散した。

### TOTOへの加入
1977年、キンボールはルイジアナを去りロサンゼルスに移住し、スティーヴ・ルカサー、デヴィッド・ペイチらのセッションミュージシャンとともにTOTOを結成した。彼はバンド参加に当たってのオーディションソングとして自ら作曲した「You are the Flower」を提供した。この曲はTOTOのデビュー・アルバム『宇宙の騎士』にも収録されている。
TOTOでは4枚のオリジナル・アルバムに参加。1982年にグラミー賞を獲得した『TOTO IV〜聖なる剣〜』に引き続く1984年の5枚目のアルバム『アイソレーション』制作中に薬物と私的な問題が他のメンバー間で衝突を引き起こし、TOTOから脱退した。
広く知れ渡っている風評として、キンボールの本名の苗字が実はトトース (Toteaux) であり、TOTOのバンド名はそれに由来する、というものがある。これはキンボールがルイジアナ出身であったことにちなみ、TOTOの初代ベーシストであるデヴィッド・ハンゲイトが内輪のジョークとしてケイジャン風のファミリーネームを付けたことから広まったものだが、これが一般にTOTOの由来としていつの間にか真実味を帯びてしまった。

### TOTO以後
TOTOを去った後、キンボールはファー・コーポレーションのフランク・フェーリアン（後にミリ・ヴァニリを世に送り出す）の下でキャリアを磨くため、ドイツに移住した。セッションシンガーとしても活動し続け、様々なアーティストのバッキング・ボーカルを務めた。1989年から1990年の短い期間、TOTO復帰を前提にベスト・アルバム『グレイテスト・ヒッツ』へ追加収録する楽曲のレコーディングに参加したが、TOTOの所属レコード会社の意向でジャン・ミシェル・バイロンが正式メンバーとして迎えられ、キンボールが録音した楽曲は収録されなかった。しかしバイロンはその後まもなく解雇され、以後、1991年から1997年まではルカサーがTOTOのメイン・ボーカルの役目を引き継いだ。1990年後半、ライブ・アルバム『Classic Toto Hits』を発表し、その後何年かにわたって様々なTOTOのヒット曲をリリースし続けた。それらの中にはフランクフルト・ロック・オーケストラ (Frankfurt Rock Orchestra) と共にレコーディングした3枚のアルバムも含まれる。1994年、初のソロ・アルバムとなる『ライズ・アップ』を発表した。
1997年、日本のレコード会社が企画した「ウエスト・コースト・オールスターズ」名義のア・カペラ・ユニットに参加。同じく元TOTOのジョセフ・ウィリアムズ、シカゴのビル・チャンプリン、ジェイソン・シェフと4人でアルバム『夢のカリフォルニア』をリリースした。翌年にはチャンプリンに代わって、元エアプレイのトミー・ファンダーバークが参加した第2弾アルバム『ナチュラリー -天国への階段-』を発表した。

### TOTO復帰後
1998年、TOTOの20周年を記念したアルバム『TOTO XX』のリリースに合わせ、歴代メンバーと共にステージに立った。このアルバムには前述のアルバム『グレイテスト・ヒッツ』のためにレコーディングされた楽曲も収録されている。この20周年での共演でウィリアムズとキンボールのどちらかが正式に復帰するのではないかと噂され、それに応えるようにキンボールはTOTOの正式メンバーに復帰し、TOTOは1982年の『聖なる剣』以来となるキンボールの参加アルバム『マインドフィールズ』を発表した。
キンボールは1999年から2000年までTOTOとして『マインドフィールズ』のツアーに参加する一方、すでにリリースされていたシングル「Kristine」を収録した2枚目のソロ・アルバム『All I Ever Needed』を2000年にリリースした。またTOTOが2002年にカバー・アルバム『スルー・ザ・ルッキング・グラス』をリリースしたのち、キンボールはオランダのバンド、カヤックによって2003年に行われた「Merlin - Bard of the Unseen」ツアーに参加し、アーサー王伝説をモチーフとした作品においてランスロット役を詠唱した。
TOTOは2005年に新メンバーとしてグレッグ・フィリンゲインズを迎え、『マインドフィールズ』以来のスタジオ・アルバムとなる『フォーリング・イン・ビトゥイーン』を2006年2月に発表した。しかし2007年末、2008年前半のツアーをもって無期限の活動停止を宣言。同年6月にはルカサーが「終了した」と述べ、7月にはTOTOは解散したことが正式に発表された。

### TOTO再結成への不参加とその後のソロ活動
TOTO解散後、キンボールは、意欲的な若手歌手を支援するウェブサイトを主宰するようになった。2010年、元イエスのメンバーであるトニー・ケイ、ビリー・シャーウッドらとYOSOを結成（バンド名は Yes + TOTO のもじり）し、ライブ活動とレコーディングを行った。ライブではTOTOの曲も演奏された。
TOTOは2010年、筋萎縮性側索硬化症に冒され闘病中であったマイク・ポーカロを支援するツアーのため一時的に再結成したが、これにはウィリアムズがボーカリストとして参加し、キンボールは参加しなかった。理由についてはスケジュールが合わなかったためと述べているが、同時に「私は離れていてもTOTOが大好きなので、今後そういう誘いがあるなら喜んで参加する」とも述べた。
2011年、サバイバーのジミ・ジェイミソンとのプロジェクト作品『キンボール/ジェイミソン』をリリースした。
2015年3月、マイク・ポーカロの死去を受けて、懸命に療養するマイクへの支援に自分が水を差すことを恐れて、長らくマイク本人とは会っていなかったことを明かし、哀悼の念も併せて「マイクは最高に優しい人間だったし、僕が知っている中でも“グレート・ミュージシャン”だった」「彼が帰国する直前、東京で一緒に写真を撮った。この写真で、彼の笑顔を見るのが好きだった」とコメントした。
2019年になり、キンボールが認知症を患っていることをドイツのメディアが伝え、2021年にはルカサーがこれを認めた。2023年現在、キンボールの音楽人生と認知症の闘病の様子を映すドキュメンタリー映画『Kite on a String: The Bobby Kimball Story』の製作が進められている。

## 主な日本公演
- 1980年3月 - TOTOとして公演。
- 2008年3月 - TOTOとボズ・スキャッグスの競演による日本ツアー[13]。
- 2012年6月 - TOTO、シカゴ、ジャーニーで活躍した4人のボーカリストの競演「Voice of AOR」で、ファーギー・フレデリクセン、チャンプリン、スティーヴ・オージェリーとともに東京、大阪、名古屋で公演[14]。
- 2014年9月 - ジョー・リン・ターナー、ミッキー・トーマス、オージェリーとともに、エイズ撲滅のため一日限定でチャリティーライブを開催[15][16]。
- 2015年6月21日 - 青森県三沢市で開催の「三沢アメリカンデー」の併催行事「MISAWA ROCK FEST」に「ボビーキンブル＆フレンズ」名義でチャンプリン、オージェリーとともに出演。

## ディスコグラフィ

### ソロ・アルバム
- 『ライズ・アップ』Rise Up（1994年）
- All I Ever Needed（1999年）
- 『ウィ・アー・ノット・イン・カンザス・エニーモア』We're Not In Kansas Anymore（2016年）

### ライブ・アルバム
- Classic Toto Hits（1990年）※フランクフルト・ロック・オーケストラと共演

### コンピレーション・アルバム
- Tribute to Ray Charles（1993年）※Bobby Kimball & The hr Bigband名義
- Mysterious Sessions（2017年）

### S.S.フールズ
- 『S.S.フールズ』S. S. Fools（1976年）

### TOTO
- 『宇宙の騎士』Toto（1978年）
- 『ハイドラ』Hydra（1979年）
- 『ターン・バック』Turn Back（1981年）
- 『TOTO IV〜聖なる剣〜』Toto IV（1982年）
- 『マインドフィールズ』Mindfields（1999年）
- 『スルー・ザ・ルッキング・グラス』Through the Looking Glass（2002年）※カバー・アルバム
- 『フォーリング・イン・ビトゥイーン』Falling in Between（2006年）

### ファー・コーポレーション
- 『ディヴィジョン・ワン』Division One（1985年）
- Solitude（1994年）

### ウエスト・コースト・オールスターズ
- 『夢のカリフォルニア』California Dreamin（1997年）
- 『ナチュラリー -天国への階段-』Naturally（1998年）
- 『ザ・ベスト』The Best（2006年）

### YOSO
- 『エレメンツ -要素-』Elements（2009年）

### キンボール/ジェイミソン
- 『キンボール/ジェイミソン』Kimball Jamison（2011年）